# Guitar Hero
Guitar Hero — музыкальная игра для игровой консоли PlayStation 2, разработанная Harmonix Music Systems и изданная компанией RedOctane. «Guitar Hero» появилась в продаже 8 ноября 2005 года в США, 7 апреля 2006 года в Европе и 15 июня 2006 — в Австралии. Суть игры заключается в симуляции исполнения музыкальной композиции на электрогитаре, для чего используется специальный игровой контроллер, внешне похожий на уменьшенную гитару Gibson SG.
Игра содержит 30 популярных рок-песен, датирующиеся начиная от 1960-х годов вплоть до 2005 года, а также бонусные песни. «Guitar Hero» стала хитом, получила хорошие оценки критиков и выиграла множество наград от разных мировых издательств. Игра положила начало медиафраншизе Guitar Hero, все игры серии были проданы на общую стоимость более миллиарда долларов, включая игры для портативных консолей, игры посвящённые группам и ответвления.

## Игровой процесс
Основой для игры послужила игра «GuitarFreaks» от Konami. Геймплей игры похож на другие музыкальные видео игры, основная задача игрока — нажатие клавиш-«ладов» на грифе гитарного контроллера и ударять в нужный момент по специальной клавише-«струне», т. н. strum bar. Также можно играть с помощью обычного контроллера DualShock 2, на нём нужно всего лишь нажимать нужные кнопки. На гитаре есть пять клавиш-ладов, тремоло-ручка и дополнительные клавиши для паузы или запуска игры. Игра поддерживает переключение расположения нот для левшей и правшей.

### Режимы игры
Основным режимом игры в «Guitar Hero», является режим карьеры, когда игрок играет на различных вымышленных сценах и исполняет четыре или пять песен. Песни, которые игрок играет в режиме карьеры, автоматически становятся доступными в других режимах игры. Игрок может выбирать сцену, на которой он хочет играть, вид гитары, эти элементы не влияют на геймплей или количество песен, но влияют на визуальные эффекты во время исполнения песни. В режиме карьеры игрок может зарабатывать деньги за свои выступления, которые он может тратить в магазине, где содержатся новые гитары, бонусные песни… Режим быстрой игры (англ. Quick Play) позволяет играть любую разблокированную песню, можно выбрать сложность, персонажа и сцену для игры. После успешного завершения песни в любой карьере и быстрой игре, игрок получает оценку своей игре, от 3 до 5 звезд, в зависимости от его игры.

### Начисление очков
За каждую сыгранную ноту игрок получает 50 очков. Аккорды приносят вдвое больше. Каждые 10 последовательных успешно сыгранных нот (аккорды при этом считаются за одну ноту) увеличивают множитель очков на единицу, вплоть до максимального значения 4. Режим Star Power (звёздный драйв) позволяет игроку временно удвоить количество очков за ноту, превращая таким образом множитель 4х в 8х на время действия режима.
Окончательный счёт, вместе с показателем общей точности исполнения и длиной наибольшей последовательности взятых нот, показывается по завершении песни. Песня в среднем содержит около 400—600 нот (хотя на сложности Hard или Expert длительность может доходить до 1000—2000 нот). Общий уровень исполнения отображается в 3, 4 или 5 звёздах.
Больше очков можно заработать используя приёмы восходящего и нисходящего легато (англ. Hammer-Ons и Pull-Offs, сокр. HOPO). Если на экране появляется цепочка одиночных нот, расположенных на разных ладах, то для их взятия игроку достаточно взять первую ноту из последовательности, а затем нажимать только на соответствующие клавиши ладов. При этом не нужно ударять по клавише струн. Ноты, к которым применим HOPO, выделяются внешним видом, они не имеют наверху чёрного кружка. Легато-ноты обычно появляются только на сложности Hard и Expert, хотя иногда встречаются и на сложности Medium.

## Список песен
В игре присутствует 47 доступных для игры песен; 30 из них — кавер-версии оригинальных композиций. Остальные 17 песен авторства малоизвестных групп, членами многих из которых являются разработчики студии Harmonix, другие же — независимые группы из Бостона. Маркус Хендерсон, гитарист группы Drist, сыграл партию ведущей гитары в 20 из 30 кавер-версий.
Все каверы в игре подписаны фразой «прославилась в исполнении» («as made famous by») (например, «I Wanna Be Sedated, прославилась в исполнении The Ramones»).
| Песня                             | Исполнитель                                 | Акт                 |
| --------------------------------- | ------------------------------------------- | ------------------- |
| «I Love Rock 'N Roll»             | Joan Jett & The Blackhearts                 | Opening Links       |
| «I Wanna Be Sedated»              | The Ramones                                 | Opening Links       |
| «Thunder Kiss '65»                | White Zombie                                | Opening Links       |
| «Smoke On The Water»              | Deep Purple                                 | Opening Links       |
| «Infected»                        | Bad Religion                                | Opening Links       |
| «Iron Man»                        | Black Sabbath                               | Axe-Grinders        |
| «More Than A Feeling»             | Boston                                      | Axe-Grinders        |
| «You've Got Another Thing Comin'» | Judas Priest                                | Axe-Grinders        |
| «Take Me Out»                     | Franz Ferdinand                             | Axe-Grinders        |
| «Sharp Dressed Man»               | ZZ Top                                      | Axe-Grinders        |
| «Killer Queen»                    | Queen                                       | Thrash And Burn     |
| «Hey You»                         | The Exies                                   | Thrash And Burn     |
| «Stellar»                         | Incubus                                     | Thrash And Burn     |
| «Heart Full Of Black»             | Burning Brides                              | Thrash And Burn     |
| «Symphony Of Destruction»         | Megadeth                                    | Thrash And Burn     |
| «Ziggy Stardust»                  | David Bowie                                 | Return Of The Shred |
| «Fat Lip»                         | Sum 41                                      | Return Of The Shred |
| «Cochise»                         | Audioslave                                  | Return of the Shred |
| «Take It Off»                     | The Donnas                                  | Return Of The Shred |
| «Unsung»                          | Helmet                                      | Return Of The Shred |
| «Spanish Castle Magic»            | Jimi Hendrix                                | Fret-Burners        |
| «Higher Ground»                   | Red Hot Chili Peppers                       | Fret-Burners        |
| «No One Knows»                    | Queens Of The Stone Age                     | Fret-Burners        |
| «Ace Of Spades»                   | Motörhead                                   | Fret-Burners        |
| «Crossroads»                      | Cream                                       | Fret-Burners        |
| «Godzilla»                        | Blue Öyster Cult                            | Face-Melters        |
| «Texas Flood»                     | Stevie Ray Vaughan                          | Face-Melters        |
| «Frankenstein»                    | The Edgar Winter Group                      | Face-Melters        |
| «Cowboys From Hell»               | Pantera                                     | Face-Melters        |
| «Bark At The Moon»                | Ozzy Osbourne                               | Face-Melters        |
| «Callout»                         | The Acro-brats                              | 7 !                 |
| «Behind The Mask»                 | Anarchy Club                                | 7 !                 |
| «Cavemen Rejoice»                 | Bags, The                                   | 7 !                 |
| «Fire It Up»                      | Black Label Society                         | 7 !                 |
| The Breaking Wheel                | Breaking Wheel                              | 7 !                 |
| «Sail Your Ship By»               | Count Zero                                  | 7 !                 |
| «Fly On The Wall»                 | Din                                         | 7 !                 |
| «Decontrol»                       | Drist                                       | 7 !                 |
| «Get Ready 2 Rokk»                | Freezepop                                   | 7 !                 |
| «Cheat On The Church»             | Graveyard BBQ                               | 7 !                 |
| «Hey»                             | Honest And The Factory-to-Dealer Incentives | 7 !                 |
| «Farewell Myth»                   | Made In Mexico                              | 7 !                 |
| «Story Of My Love»                | The Model Sons                              | 7 !                 |
| «Guitar Hero»                     | Monkey Steals The Peach                     | 7 !                 |
| «All Of This»                     | Shaimus                                     | 7 !                 |
| «Even Rats»                       | The Slip                                    | 7 !                 |
| «Eureka, I’ve Found Love»         | The Upper Crust                             | 7 !                 |

## Отзывы и награды
| Сводный рейтинг | Сводный рейтинг |
| Агрегатор       | Оценка          |
| --------------- | --------------- |
| GameRankings    | 91,96 %         |

«Guitar Hero» заслужила многочисленные награды.
- Academy of Interactive Arts & Sciences' Interactive Achievement Awards[2]
  - Game of the Year for 2005
  - Outstanding Achievement in Game Design
  - Outstanding Achievement in Game Play Engineering (tie)
  - Outstanding Achievement in Soundtrack
- BAFTA Video Game Avards[3].
  - Soundtrack
- Рейтинг журнала EGM:
  - 196th on The Greatest 200 Videogames of Their Time
- GameSpot’s Best and Worst of 2005
  - Best Puzzle/Rhythm Game[4]
  - Most Metal[5]
  - Reader’s Choice- Best Puzzle/Rhythm Game[6]
- Game Developers Choice Awards[7]
  - Excellence in Audio
  - Excellence in Game Innovation
- IGN's Best of 2005
  - Best Music Game[8]
  - Best PlayStation 2 Music Game[9]
  - Best Licensed Soundtrack[10]
  - Best Licensed Soundtrack for PlayStation 2[11]
  - Best Offline Multiplayer Game[12]
  - Best PlayStation 2 Offline Multiplayer Game[13]
  - Best Gaming Peripheral (for the Mini Gibson SG controller)[14]

## Продолжения
«Guitar Hero II» вышла 7 ноября 2006, в неё вошли 64 песни (40 лицензированных, 24 независимых или бонусных треков). В игре появился режим тренировки и новый кооперативный режим для двух игроков, позволяющий им вместе исполнять партии ведущей, ритм- или бас-гитары.
Первоначально «Guitar Hero II» вышла на PlayStation 2, затем в США 3 апреля 2007 вышла версия для Xbox 360.
Девять треков из первой игры «Guitar Hero» доступны для скачивания в онлайн-сервисе Xbox Live.
Генеральный директор издательства Activision Майк Гриффис (Mike Griffith) 7 февраля 2007 официально анонсировал выпуск версии игры для консоли Wii в 2008 финансовом году.
Расширение ко второй части под названием Guitar Hero Encore: Rocks the 80s вышло на PlayStation 2 в июле 2007 года.
Третья игра серии под названием «Guitar Hero III: Legends of Rock» вышла для Wii, PlayStation 2 и 3, XBOX 360 и PC осенью 2007 года.
«Guitar Hero: Aerosmith» вышла 26 июня, 2008 года. Игра стала первой частью, которая отошла от основной концепции и была полностью посвящена группе Aerosmith.
Четвёртая игра этой серии «Guitar Hero World Tour» вышла 26 октября 2008 года в США, в России была выпущена 26 декабря.
«Guitar Hero: Metallica» вышла 29 марта в США. Игра сосредоточена на группе Metallica, но в ней также присутствуют треки и других групп, которые повлияли на творчество группы.
В 2009 году вышла пятая игра серии «Guitar Hero 5». В её состав вошло 85 произведений знаменитых групп, таких как The Rolling Stones, The White Stripes, Kings of Leon, Tom Petty, Bob Dylan, Johnny Cash, Santana и Vampire Weekend.
В сентябре 2010 года вышла шестая часть игры под названием «Guitar Hero: Warriors of Rock». Всего на диске содержится 93 песни таких групп, как Sum 41, AFI, Nickelback, Rise Against, Muse, Drowning Pool и многих других.